# Графтон (Небраска)
Графтон (англ. Grafton) — селище (англ. village) в США, в окрузі Філлмор штату Небраска. Населення — 106 осіб (2020).

## Географія
Графтон розташований за координатами 40°37′47″ пн. ш. 97°42′53″ зх. д. / 40.62972° пн. ш. 97.71472° зх. д. (40.629777, -97.714629).  За даними Бюро перепису населення США у 2010 році селище мало площу 0,90 км², уся площа — суходіл.

## Демографія
Згідно з переписом 2010 року, у селищі мешкало 126 осіб у 62 домогосподарствах у складі 35 родин. Густота населення становила 139 осіб/км².  Було 75 помешкань (83/км²).
Расовий склад населення:
| - 99,2 % — білих - 0,8 % — чорних або афроамериканців |

До двох чи більше рас належало 0,0 %. Частка іспаномовних становила 0,0 % від усіх жителів.
За віковим діапазоном населення розподілялося таким чином: 16,7 % — особи молодші 18 років, 61,1 % — особи у віці 18—64 років, 22,2 % — особи у віці 65 років та старші. Медіана віку мешканця становила 52,0 року. На 100 осіб жіночої статі у селищі припадало 90,9 чоловіків;  на 100 жінок у віці від 18 років та старших — 84,2 чоловіків також старших 18 років.
Середній дохід на одне домашнє господарство  становив 40 863 долари США (медіана — 40 938), а середній дохід на одну сім'ю — 55 056 доларів (медіана — 45 000). За межею бідності перебувало 11,8 % осіб, у тому числі 10,5 % дітей у віці до 18 років та 18,2 % осіб у віці 65 років та старших.
Цивільне працевлаштоване населення становило 62 особи. Основні галузі зайнятості: будівництво — 27,4 %, роздрібна торгівля — 19,4 %, освіта, охорона здоров'я та соціальна допомога — 14,5 %, виробництво — 11,3 %.